# Fuzja władzy
Fuzja władzy – zjawisko polegające na faktycznym (lecz nie formalnym) przejęciu przez rząd uprawnień parlamentu. Występuje w modelu westminsterskim reżimu parlamentarno-gabinetowego.
Warunkami dla wystąpienia fuzji władzy jest dwupartyjny system partyjny (w związku z tym – jednopartyjność rządu) oraz łączenie funkcji premiera i lidera zwycięskiej partii. W takiej sytuacji premier dysponuje zdyscyplinowaną większością parlamentarną. Może więc prowadzić swoją politykę, będąc pewnym poparcia parlamentu. Ten zaś nie ma możliwości wpływania na politykę rządu (mimo formalnie bardzo dużych uprawnień).
Przykładem występowania zjawiska fuzji władzy jest Wielka Brytania.